# Bertrand Gachot
Bertrand Gachot (Luxembourg, 1962. december 23. –) francia-belga autóversenyző, az 1991-es Le Mans-i 24 órás autóverseny győztese.

## Pályafutása
Az 1980-as évek közepén Mark Blundell-lel, Damon Hill-lel és Johnny Herberttel versenyzett együtt a brit Forma Ford bajnokságban. 1987-ben Herbert mögött második lett a brit Formula–3-as bajnokságban. Azután megfordul néhány Formula 3000-es versenyen, majd 1989-ben következett a Formula–1. A Moneytron Onyx csapatához igazolt, de csak ritkán tudott túljutni az időmérő futamokon. Az 1990-es idénye sem sikerül jobban a Subaru-motorral szerelt Colonival. 1991-ben a Jordan csapathoz igazolt, és Kanadában ötödik lett. Bebörtönözték, mert gázsprayvel lespriccelt egy londoni taxisofőrt. 1992-ben a Larrousse-szal tért vissza, 1994-ben a Pacific csapat színeiben versenyzett, mint a csapat egyik részvényese. 1995-ben a Pacific kifutott a pénzből, de az utolsó futamon, Ausztráliában még sikerült megszereznie a nyolcadik helyet.

## Eredményei
Teljes eredménylistája a nemzetközi Formula–3000-es sorozaton
(Táblázat értelmezése)

(Félkövér: pole-pozícióból indult; dőlt: leggyorsabb kört futott) 

| Év   | Csapat              | 1      | 2     | 3      | 4     | 5      | 6      | 7      | 8     | 9     | 10    | 11    | Helyezés | Pont |
| ---- | ------------------- | ------ | ----- | ------ | ----- | ------ | ------ | ------ | ----- | ----- | ----- | ----- | -------- | ---- |
| 1988 | Spirit/TOM's Racing | JER Ki | VAL 2 | PAU Ki | SIL 2 | MNZ Ki | PER Ki | BRH Ki | BIR 5 | BUG 4 | ZOL 6 | DIJ 4 | 8.       | 13   |

Teljes Formula–1-es eredménysorozata
(Táblázat értelmezése)

(Félkövér: pole-pozícióból indult; dőlt: leggyorsabb kört futott) 

| Év   | Csapat                         | Modell                 | Motor                    | 1      | 2      | 3      | 4      | 5      | 6      | 7       | 8      | 9      | 10     | 11     | 12     | 13     | 14     | 15     | 16     | 17    | Helyezés | Pont |
| ---- | ------------------------------ | ---------------------- | ------------------------ | ------ | ------ | ------ | ------ | ------ | ------ | ------- | ------ | ------ | ------ | ------ | ------ | ------ | ------ | ------ | ------ | ----- | -------- | ---- |
| 1989 | Moneytron Onyx Formula One     | Onyx ORE-1             | Ford DFR 3.5 V8          | BRA Nk | SMR Nk | MON Nk | MEX Nk | USA Nk | CAN Nk | FRA 13  | GBR 12 | GER Nk | HUN Ki | BEL Ki | ITA Ki | POR    | ESP    |        |        |       | -        | 0    |
| 1989 | Rial Racing                    | Rial ARC2              | Ford DFR 3.5 V8          |        |        |        |        |        |        |         |        |        |        |        |        |        |        | JPN Nk | AUS Nk |       | -        | 0    |
| 1990 | Subaru Coloni Racing           | Coloni C3B             | Subaru 1235 F12          | USA Nk | BRA Nk | SMR Nk | MON Nk | CAN Nk | MEX Nk | FRA Nk  | GBR Nk |        |        |        |        |        |        |        |        |       | -        | 0    |
| 1990 | Coloni Racing Srl              | Coloni C3C             | Ford DFR 3.5 V8          |        |        |        |        |        |        |         |        | GER Nk | HUN Nk | BEL Nk | ITA Nk | POR Nk | ESP Nk | JPN Nk | AUS Nk |       | -        | 0    |
| 1991 | Team 7UP Jordan                | Jordan 191             | Ford HB4 3.5 V8          | USA 10 | BRA 13 | SMR Ki | MON 8  | CAN 5  | MEX Ki | FRA Ki  | GBR 6  | GER 6  | HUN 9  | BEL    | ITA    | POR    | ESP    | JPN    |        |       | 13.      | 4    |
| 1991 | Larrousse F1                   | Lola LC91              | Ford DFR 3.5 V8          |        |        |        |        |        |        |         |        |        |        |        |        |        |        |        | AUS Nk |       | 13.      | 4    |
| 1992 | Central Park Venturi Larrousse | Venturi Larrousse LC92 | Lamborghini 3512 3.5 V12 | RSA Ki | MEX 11 | BRA Ki | ESP Ki | SMR Ki | MON 6  | CAN Kiz | FRA Ki | GBR Ki | GER 14 | HUN Ki | BEL 18 | ITA Ki | POR Ki | JPN Ki | AUS Ki |       | 19.      | 1    |
| 1994 | Pacific Grand Prix Ltd         | Pacific PR01           | Ilmor 2175A 3.5 V10      | BRA Ki | PAC Nk | SMR Ki | MON Ki | ESP Ki | CAN Ki | FRA Nk  | GBR Nk | GER Nk | HUN Nk | BEL Nk | ITA Nk | POR Nk | EUR Nk | JPN Nk | AUS Nk |       | -        | 0    |
| 1995 | Pacific Grand Prix Ltd         | Pacific PR02           | Ford EDC 3.0 V8          | BRA Ki | ARG Ki | SMR Ki | ESP Ki | MON Ki | CAN Ki | FRA Ki  | GBR 12 | GER    | HUN    | BEL    | ITA    | POR    | EUR    | PAC Ki | JPN Ki | AUS 8 | -        | 0    |

Le Mans-i 24 órás autóverseny
| Év   | Csapat               | Autó            | Csapattárs     | Csapattárs         | Csapattárs           | Helyezés | Kiesés oka  |
| ---- | -------------------- | --------------- | -------------- | ------------------ | -------------------- | -------- | ----------- |
| 1990 | Mazdaspeed Co. Ltd.  | Mazda 787       | Johnny Herbert | Volker Weidler     |                      | Kiesett  | Elektronika |
| 1991 | Mazdaspeed Co. Ltd.  | Mazda 787B      | Johnny Herbert | Volker Weidler     |                      | Győzelem |             |
| 1992 | Mazdaspeed Co. Ltd.  | Mazda MXR-01    | Johnny Herbert | Volker Weidler     | Maurizio Sandro-Sala | 4.       |             |
| 1994 | Kremer Honda Racing  | Honda NSX       | Armin Hahne    | Christophe Bouchut |                      | 14.      |             |
| 1995 | Honda Motor Co. Ltd. | Honda NSX GTI   | Armin Hahne    | Ivan Capelli       |                      | Kiesett  | Kuplunghiba |
| 1997 | Kremer Racing        | Porsche 911 GT1 | Andy Evans     | Christophe Bouchut |                      | 19.      | Motorhiba   |